# Mezon théta
Mezon théta (θ) je hypotetická forma kvarkonia, složená z kvarku t a antikvarku t, bez vůně a náboje. Je podobný jako mezon fí (φ) (s kvark, s antikvark), mezon J/psí (c kvark, c antikvark) a mezon Ypsilon (b kvark, b antikvark). Pro krátkou životnost kvarku a antikvarku t, rozpadajících se slabou interakcí dříve, než jsou chopny vytvořit vázaný stav, se nepředpokládá, že mezon θ bude objeven v přírodě.